# Chaenorhinum segoviense
Chaenorhinum segoviense är en grobladsväxtart som först beskrevs av Heinrich Moritz Willkomm, och fick sitt nu gällande namn av Georges Rouy. Chaenorhinum segoviense ingår i släktet småsporrar, och familjen grobladsväxter. Inga underarter finns listade i Catalogue of Life.